# Heterodon simus
Heterodon simus är en ormart som beskrevs av Carl von Linné 1766. Heterodon simus ingår i släktet svinsnokar, och familjen snokar. IUCN kategoriserar arten globalt som sårbar. Inga underarter finns listade i Catalogue of Life.
Arten förekommer i sydöstra USA från delstaten Mississippi österut och från North Carolina söderut till Florida.
<